# 高雄市公車橘7路
高雄市公車橘7路，由東南客運營運，分為A、B、C三線。

高雄市公車橘7A路，起點站為自由路(被服廠)，終點站為大樹舊鐵橋濕地，部份班次延駛至大樹區公所。

高雄市公車橘7B路，起點站為自由路(被服廠)，終點站為佛陀紀念館。

高雄市公車橘7C路，起點站為高雄客運鳳山站，終點站為大樹。

## 歷史
- 2011年7月1日由高雄市公車處闢駛營運。[5][6][7][8]
- 2013年12月25日由東南客運接駛。
- 2025年2月10日原高雄客運8006路改由東南客運接駛，並調整路線編號為橘7C。

## 停站
參見右側路線圖

### 備註
- 每週三因大樹夜市 17：00－23：00 班次不進入實踐街及大樹農會。